# Megkövült szívek
A Megkövült szívek (eredeti címén La que no podía amar) 2011 és 2012 között vetített mexikói telenovella, amelyet Delia Fiallo alkotott. A főbb szerepekben Ana Brenda Contreras, Jorge Salinas, José Ron, Susana González és Ana Martín.
Mexikóban a Canal de las Estrellas  2011. augusztus 1-én, Magyarországon a Story4 2012. június 4-én mutatta be, majd átkerült a Story5-re.

## Történet
A történet középpontjában a gazdag földbirtokos, Rogelio Montero áll, aki bénasága óta kemény és megkeseredett ember lett. Ezt még tetézi az is, hogy menyasszonya az esküvő előtt elhagyta, mikor megtudta, hogy deréktől lefelé lebénult. A barátja, aki csak látszólag az, el akarja venni tőle a birtokát, és ehhez nem fél bűncselekményt elkövetni. Mivel még van remény, hogy újra lábra álljon, felvesznek mellé egy ápolónőt, aki majd elvégzi a fizikoterápiát. A fiatal és gyönyörű lány, Ana Paula teljesen megváltoztatja a megkeseredett embert, aki belé is szeret. Ám a lány nem ugyanazt érzi, mivel hatalmasat csalódott Rogelióban, mikor meglátja, milyen kegyetlen.
Ana Paula eközben találkozik a jóképű mérnökkel, Gustavo Durannal és rögtön egymásba szeretnek. Ám szerelmüket sokan nem nézik jó szemmel, többek között Ana Paula kapzsi nagynénje sem, aki azt akarja, hogy unokahúga férje a gazdag Rogelio legyen. Ezért megvereti Gustavót, ebben segít neki Rogelio álbarátja, Bruno is, mivel ő is szerelmes a lányba.
Gustavo holmijait berakja Rogelio szobájába, így a lány mikor később megtalálja, azt hiszi, hogy Rogelio verette meg. Eközben Ana Paula bátyját megvádolják, hogy ellopott egy kocsit és elütött két embert, pedig a kocsit engedéllyel vitte el. Rogelio később megtudja, hogy ez történt, és megvádolja Miguelt, hogy húga, Ana Paula hozzámenjen. Ám megígéri, hogy házasságuk csak egy szerződés lesz, így csak a nyilvánosság előtt lesznek házasok és a férfi még segít is a bátyján.
Mivel Gustavót megverették, be kellett vinni a kórházba. Ugyanoda vitték, ahol az apja is volt és ugyanaz volt a neve, így mikor meghalt és leírták az újságban, Ana Paula azt hitte, hogy a szerelme halt meg. Mivel egy évig kellett Rogelióval maradnia. beleszeretett és egy idő után már nem a szerződés miatt volt vele. Gustavo, aki időközben felépült, nem érti, hogy Ana Paula miért nem látogatta meg soha, és azt hiszi, a lány csak játszott vele. Hogy elfelejtse, megpróbál egy másik nőt szeretni, aki azonban csak azért akar vele járni, hogy később hozzámenjen, mert az apja végrendeletében az áll, hogy férjhez kell mennie, hogy kikapja az örökségét. Később kiderül, ő Rogelio húga, ezért az ő birtokára költöznek és ott újra találkozik a két szerelmes: Ana Paula és Gustavo.
Később a lányról kiderül, várandós, mivel annak idején lefeküdt Gustavóval. Rogelio, bár tudja, hogy feleségének volt egy szerelme, azt nem gondolja, hogy a húga újdonsült barátja. Eddig elfogadta volna, hogy Ana Paula tudassa a gyereke apjával, hogy várandós, miután megtudja hogy Gustavo az, azt hiszi, azért jött ide, hogy közel legyen a szerelméhez és a lány esetleg az ő házában esett teherbe. Azt mondja hogy sajátjaként neveli fel a gyereket és elküldi Gustavót. Cintia, Rogelio húga mikor megtudja, hogy Ana Paula Gustavótol vár gyereket, egy kígyót rak a lány szobájába, amitől elvetél. A titkokra persze fény derül és Ana Paulán van a döntés: Rogeliót választja e vagy Gustavót.

## Szereplők
| Színész              | Szereplő                            | Magyar hang        |
| -------------------- | ----------------------------------- | ------------------ |
| Ana Brenda Contreras | Ana Paula Carmona Flores de Montero | Huszárik Kata      |
| Jorge Salinas        | Rogelio Montero Báez                | Kárpáti Levente    |
| José Ron             | Gustavo Durán Esquivel              | Széles Tamás       |
| Susana González      | Cynthia Montero Báez                | Kisfalvi Krisztina |
| Ana Martín           | María Gómez                         | Zsurzs Kati        |
| Ana Bertha Espín     | Rosaura Flores Nava                 | Andresz Kati       |
| Ingrid Martz         | Daniela "Dany" Gutiérrez            | Mezei Kitty        |
| Julián Gil           | Bruno Rey                           | Posta Victor       |
| Fabián Robles        | Efraín Ríos                         | Király Attila      |
| Paty Díaz            | Macaria de Hernández                | Kovács Nóra        |
| Osvaldo Benavides    | Miguel Carmona Flores               | Renácz Zoltán      |
| Mar Contreras        | Vanesa Galván Villaseñor            | Kiss Virág         |
| Alejandro Ávila      | Dr. Ernesto Cortes                  | Megyeri János      |
| Marco Méndez         | Esteban                             | Varga Rókus        |
| Michelle Ramaglia    | Consuelo Herrera                    | Sallai Nóra        |
| Anaís                | Mercedes Durán Esquivel             | Törtei Tünde       |
| Germán Gutiérrez     | Ulises Hernández                    | Szokol Péter       |
| Adanely Núnez        | Carmen                              | Czirják Csilla     |
| Ignacio López Tarso  | Fermín Peña                         | Kajtár Róbert      |
| Jorge Aravena        | David Romo                          | Gyurity István     |
| Elizabeth Dupeyrón   | Elsa Villaseñor de Galván           | Molnár Zsuzsa      |
| Humberto Elizondo    | Federico Galván                     | Koroknay Géza      |
| Javier Ruán          | Don Máximo Pinos                    | Faragó András      |
| Polly                | Helena                              | Rátonyi Hajni      |
| Elena Torres         | Roció "Chió"                        |                    |
| Juan Bernardo Flores | Margarito Montero                   | Boldog Gábor       |